# شرتاي جعفر عبد الحكم
شرتاي جعفر عبد الحكم هو سياسي سوداني شغل منصب حاكم ولاية غرب دارفور ورئيس السلطة الإقليمية لدارفور الانتقالية (تدرا).
وقد أصبح رئيسا للسلطة في كانون الأول / ديسمبر 2010 بعد انسحاب حركة تحرير السودان من اتفاق سلام دارفور وإقالة زعيمها مني مناوي من هذا المنصب. وتمكن عبد الحكم من تولي منصب الرئيس كما ينص اتفاق سلام دارفور على أنه إذا أصبح المنصب شاغرا، فإن أحد حكام ولاية دارفور قد يرأس إجراءاته. شغل عبد الحكم منصب رئيس الهيئة حتى تم إعادة تشكيل الهيئة باعتبارها السلطة الإقليمية لدارفور مع تيجاني سيسي رئيسا في 20 سبتمبر 2011.